# Escàpula Tertul
Publi Juli Escàpula Tertul Prisc (en llatí: Publius Julius Scapula Tertullus Priscus) va ser un magistrat romà del segle ii.
Va ser nomenat cònsol l'any 195 amb Tineu Climent, segons la Digesta.